# Дудар Євген Михайлович
Євге́н Миха́йлович Ду́дар (нар. 24 січня 1933, с. Озерна, Тернопільське воєводство, Галичина) — відомий український письменник-сатирик, артист розмовного жанру, публіцист.

## Життєпис
Євген Дудар народився в селі Озерна, нині Тернопільського району Тернопільської області. Закінчив факультет журналістики Львівського університету.
В 1956—1957 роках працював завідувачем клубу в рідному селі до часу виїзду на навчання. Працював у газеті «Прапороносці» (Хмельницький, 1962–63), видавництві Львівського університету (1963–65), журналі «Перець» (1965–81).
Нині мешкає в Києві.

## Доробок
Євген Дудар є автором понад 20 книг, а також численних публікацій у пресі. Його твори було перекладено багатьма мовами світу[джерело?]. Він є також професійним артистом-виконавцем власних творів, у його творчому доробку — понад десять тисяч публічних виступів, творчих вечорів, радіо- і телезустрічей.

### Збірки сатири та гумору
- «Прошу слова»
- «Вуглеводи і віники»
- «Операція „Сліпе око“»
- «Сусіди не дрімають»
- «Коза напрокат»
- «Дисертація»
- «Сеанс гіпнозу»
- «Робінзон з індустріальної»
- «Профілактика совісті»
- «Шедевр за вуаллю»
- «Директор без портфеля»
- «Антифас»
- «Дон-Жуан у спідниці»
- «Рятуймо жінку»
- «Штани з Гондурасу»
- «Хунта діє»
- «З публічних марафонів»
- «Українці мої, українці… Сумні роздуми веселого чоловіка»

### Книжки
- «І силою, і правдою…»
- «Галерея чудотворців: Вибрані твори в двох томах»

## Нагороди
- Заслужений діяч мистецтв України (1993)
- Орден князя Ярослава Мудрого 5-го ступеню (2008)
- У 1990 році нагороджений Золотою медаллю Тараса Шевченка Спілки визволення України (Австралія) за боротьбу проти тоталітарних режимів.

### Премії
- Літературна премія імені Остапа Вишні (1985)
- Літературна премія імені Микити Годованця (1997)
- Міжнародна премія імені Пилипа Орлика (1995)
- Премія імені Петра Сагайдачного (2000)
- Літературно-мистецька премія імені Володимира Косовського (2008)
- Міжнародна літературна премія імені Івана Кошелівця

### Інтерв'ю
- Письменник Євген Дудар: «У мене було дві дружини, нині — дві машини і двоє штанів» // Gazeta.ua, 26 грудня 2006
- «Червону шапочку» вилучили зі шкільної програми // Gazeta.ua, 28 травня 2009

### Гумор у МР3
- Аудіоархів на сайті радіо «Культура»
- Збірка «Профілактика розуму і совісті» [Архівовано 9 липня 2015 у Wayback Machine.]